# Universidad de Pisa
La Universidad de Pisa (en italiano Università di Pisa) es una de las universidades de mayor renombre de Italia.
Su sede se encuentra en Pisa, Toscana, fue fundada a mediados del siglo XIV por el papa Clemente VI, si bien ya existían estudios de derecho desde el siglo XI. Posee el jardín botánico académico más antiguo de Europa, fundado en 1544.
La universidad es parte del sistema universitario de Pisa, junto con la Escuela Normal Superior y el Colegio Santa Ana de estudios superiores. Ofrece un conjunto amplio de cursos, pero se especializa en ciencias de la computación, cuyo departamento, creado en la década de 1960, fue de los primeros en Italia.

## Titulados honorarios
En los últimos años, la Universidad de Pisa ha otorgado licenciaturas y doctorados honoris causa, en diversas materias, a las siguientes personalidades:
- Sociología a Luciano Gallino (2011)
- Química Industrial a Gerhard Ertl (2010)
- Biodiversidad y evolución a Lynn Margulis (2010)
- Medicina y Cirugía a Salvatore DiMauro (2009)
- Química y Tecnología Farmacéutica a Louis J. Ignarro (2008)
- Cine, teatro y producción multimedia a los hermanos Paolo y Vittorio Taviani (2008)
- Historia y civilización a Christiane Klapisch-Zuber (2008)
- Informática a Alan Curtis Kay (2007)
- Literatura y filología europea a Vincenzo Cerami (2006)
- Ingeniería informática a Vinton G. Cerf y Robert E. Kahn (2006)
- Ingeniería aeroespacial a Giorgio Zappa (2006)
- Sistemas y proyectos de comunicación a Andrea Camilleri (2005)
- Matemáticas a François Treves (2004)
- Ciencias políticas a Jorge Batlle Ibáñez (2003)
- Lengua y literatura extranjera a Mirella Freni (2002)
- Historia a Romano Prodi (2001)
- Historia a Peter Brown (2001)
- Física a Burton Richter (2001)
- Matemáticas a Enrico Bombieri

## Alumnos notables
- Ovidio Rebaudi, escritor, químico, investigador, profesor, científico.
- Francesco Accarigi, profesor de derecho civil.
- Giuliano Amato, político y ex primer ministro de Italia
- Andrea Bocelli, cantante.
- Filippo Buonarroti, revolucionario.
- Andrea Camilleri, escritor.
- Giosuè Carducci, poeta, premio Nobel.
- Bonaventura Cavalieri, matemático
- Carlo Azeglio Ciampi, expresidente de la república italiana.
- Clemente XII, papa.
- Massimo D'Alema, político y ex primer ministro de Italia
- Enrico Fermi, físico, premio Nobel.
- Galileo Galilei, científico.
- Giovanni Gentile, filósofo.
- Giovanni Gronchi, expresidente de la república italiana.
- Girolamo Maggi, investigador del siglo XVI.
- Mario Monicelli, director de películas.
- Alessandro Natta, exsecretario del Partido Comunista italiano.
- Carlo Rubbia, físico, premio Nobel.
- Adriano Sofri, escritor.
- Tiziano Terzani, periodista y escritor.
- Elio Toaff, ex Gran rabino de Roma.
- Vito Volterra, matemático.
- César Borgia, cardenal, duque, confaloniero y Obispo de Pamplona.
- Enrique Defendente Lupi, doctor en agronomía, profesor.
- Rafael Sansoni Riario, Cardenal de la Iglesia católica.
- Miguel Ángel Arroyo, Mr. Simpatía.
- Leon X, Papa. Giovanni de Medici.
- Paulo III, Papa. Alejandro Farnesio.